# Peter Olsen
Peter Olsen (* 19. prosince 1961) je grónský učitel, politik a od roku 2021 ministr pro školství, kulturu, sport a církev Grónska.

## Životopis

### Raná léta a vzdělání
Peter Olsen se narodil 19. prosince 1961. V letech 1979 až 1983 se vyučil strojníkem v Nuuku a poté pracoval v Sisimiutu. Ještě téhož roku však zahájil další vzdělávání v Aasiaatu a v roce 1985 získal vysokoškolskou kvalifikaci. V letech 1986–1991 studoval kulturní a společenské vědy na Grónské univerzitě a poté v letech 1992–1995 navštěvoval Grónský seminář, kde se vzdělával jako učitel. V letech 1995–1997 působil jako učitel v Qaanaaqu, poté rok v Nuuku a v letech 1998–1999 v Aasiaatu.

### Politická kariéra

#### Komunální úroveň
Peter Olsen byl v letech 1994–1995 předsedou mládežnické organizace Inuit Ataqatigiit. V roce 2005 kandidoval v komunálních volbách a byl zvolen do rady okresu Aasiaat druhým nejvyšším počtem hlasů pro svou stranu. V roce 2005 kandidoval ve parlamentních, ale nezískal dostatek hlasů. V komunálních volbách v roce 2008 kandidoval v nově vzniklém kraji Qaasuitsup, odkud se mu také podařilo dostat do místního zastupitelstva. V parlamentních volbách v roce 2013 opět těsně neuspěl. V komunálních volbách v roce 2013 však mandát obhájil. 

#### Grónský parlament
V parlamentních volbách v roce 2014 byl poprvé zvolen do Grónského parlamentu, a proto se vzdal práce učitele. V komunálních volbách v roce 2017 získal mandát v zastupitelstvu kraje Qeqertalik. V parlamentních volbách v roce 2018 obhájil svůj poslanecký mandát.

#### Vláda Múte Bourupa Egede
V roce 2021 se zúčastnil parlamentních i komunálních voleb, které se konaly ve stejný den. Byl znovu zvolen do Grónského parlamentu, ale také získal nejvíce hlasů v komunálních volbách. Nakonec se starostenského postu vzdal, protože byl v dubnu 2021 jmenován ministrem školství, kultury, sportu a církve ve Egedeho vládě. Zastává se vyšší spolupráce v rámci výzkumu Arktidy.

## Osobní život
S manželkou Hanne Kristiansenovou, sestrou hudebníka Oleho Kristiansena, má tři dospělé děti. Peter Olsen měl se svými dětmi hudební skupinu Olsen Kids. V roce 1999 založil rockový festival Nipiaa. Byl také aktivním sportovcem. V letech 1982 až 1987 byl několikanásobným mistrem Grónska v taekwondu.